# 14818 Mindeli
14818 Mindeli este un asteroid din centura principală de asteroizi.

## Descriere
14818 Mindeli este un asteroid din centura principală de asteroizi. A fost descoperit pe 21 octombrie 1982 la Observatorul de Astrofizică din Crimeea de Liudmila Karacikina. Asteroidul prezintă o orbită caracterizată de o semiaxă mare de 2,91 ua, o excentricitate de 0,17 și o înclinație de 8,2° în raport cu ecliptica.